# Vincenzo Tanara
Vincenzo Tanara (Bologna, ... – Bologna, dopo il 1644) è stato un agronomo italiano.

## Biografia
Di famiglia nobile, portante il titolo di marchese.
Dapprima militare al servizio di vari Signori, poi dal 1624 magistrato a Bologna, divenne famoso  per aver scritto L'economia del cittadino in villa che, dopo l'edizione del 1644, conobbe altre nove edizioni.
Famoso per la sua passione per la caccia, tipico svago rustico anche dell'ambiente cittadino,  descrive nella sua opera un'agricoltura non destinata alla sopravvivenza dei contadini, ma l'organizzazione della villa, una unità produttiva detenuta da una famiglia di rango nobiliare o alto-borghese, orientata alle produzioni che abbiano mercato.
La città di Bologna gli ha dedicato un parco cittadino.

## Opere
- L'economia del cittadino in villa, Venezia, 1665 (contiene la traduzione del Testamentum Porcelli «Il testamento del porcello», breve satira erroneamente attribuita a San Gerolamo).[1]